# 南极望远镜

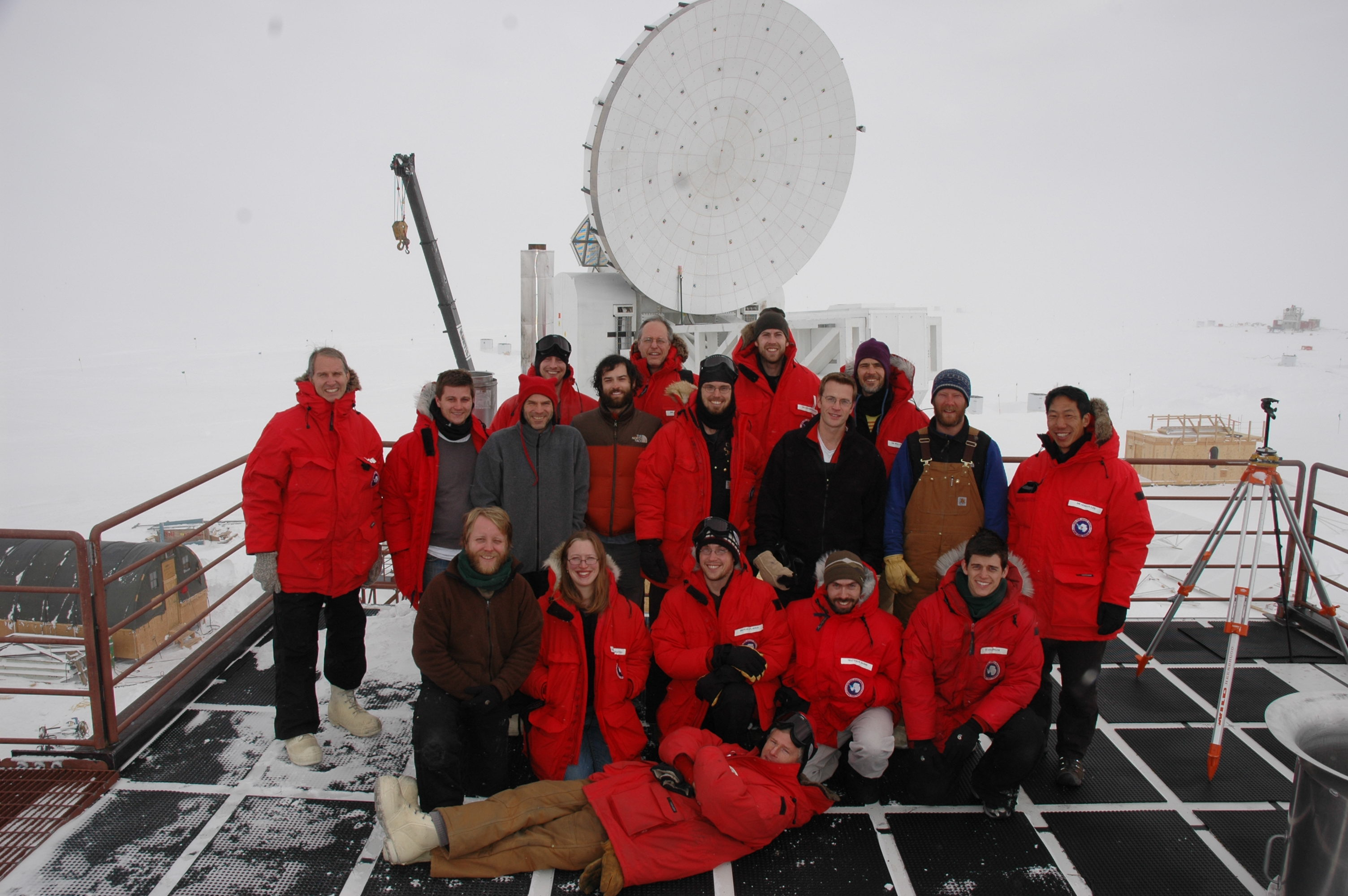
南极望远镜工作人员在南极望远镜前面的合影

南极望远镜（英語：The South Pole Telescope，简称：SPT）是一个位于南极洲南极点阿蒙森-史考特南极站的10米（394英寸）直径的射电望远镜。它是一个微波/毫米波望远镜，观测的频率范围在70－300千兆赫兹（GHz）之间。南极望远镜的主要科学任务是调查南天球数千个星系团之间的联系，这些星系团可能约束暗能量的作用而处于平衡状态。
这个望远镜由芝加哥大学、柏克莱加州大学、凯斯西储大学、伊利诺伊大学厄巴纳-香槟分校、史密松天体物理台、科罗拉多大学博尔德分校、麦吉尔大学和戴维斯加利福尼亚大学等八所大学或机构组成的工作小组共同运行，由美国国家科学基金会提供资金支持。

## 在南极点的微波/毫米波观测
南极点是地球上首屈一指的毫米波观测地点。它的海拔为2800米（1.7英里），高海拔意味着所在地点的大气很稀薄，而极端寒冷的气候可以使空气中的水气含量保持在一个低水平。这在毫米波段的观测中非常重要，因为传入信号可能会被水蒸气所吸收，而水蒸气发出的辐射可能和天文信号相混淆。由于南极点太阳每天都不会升起或落下，所以大气条件比较稳定，此外，南极点每年有几个月处于极夜时期，太阳不会对毫米波观测进行干扰。

## 望远镜
南极望远镜的直径为10米（394英寸），它是一个地平式安装的离轴格雷果里望远镜（Gregorian telescope）（在极点，经纬仪装载的实际上是相同的赤道仪）。它的设计使其可以进行大视场的观测（约1平方度）的同时，尽量减少地面溢出和望远镜光学散射造成系统不确定性。望远镜的表面打磨得非常光滑，曲面偏差只有大约25微米，可以进行亚毫米波观测。望远镜的副镜冷却到10°K，而金属网过滤器可以阻止多余的高频辐射，保持相机上的热量下降。南极望远镜的关键优势在于整个望远镜都可以进行扫描，因此在观测时和望远镜反射镜对应的梁不用移动。望远镜可在很短的时间里大面积扫描天空，使它可以有效的调查大面积的天空。这个特点也是建造南极望远镜的科学目的所要求的。由于望远镜所出的特殊位置，它只能观测南天球的天体，北天球的天体永远无法观测到。

## 观测区
南极望远镜的焦点平面是一个有960元件辐射热测量计排列形成的超导转换边界传感器（transition edge sensors，TES），这也是现在世界上最大的转换边界传感辐射热测量计之一。南极望远镜的焦点平面分成六个楔形区，每个区域拥有160个探测器。这些楔形区有三个不同的观测频率：95 GHz, 150 GHz和220 GHz。焦点平面的模块化使得它们可以根据实际需要分成多种不同的频率配置。在2009年，南极望远镜的焦点平面有一个楔形区观测95 GHz频率，四个观测150 GHz，一个观测220 GHz。

## 科学任务
南极望远镜最重要的任务是进行超过1000平方度的巡天，利用苏尼亚耶夫-泽尔多维奇效应寻找星系团。苏尼亚耶夫-泽尔多维奇效应是由于宇宙微波背景辐射的光子和星系团的热电离气体相互作用而使观测到的宇宙微波背景辐射发现歧变的现象。使用南极望远镜进行观测3年应该可以在极其广泛的红移范围内找到数千个星系团。这些星系团可能约束暗能量的作用而处于平衡状态。
南极望远镜的任务和阿塔卡马宇宙望远镜相似，两者形成互补。

## 运行状况
南极望远镜在2007年2月16日首次投入使用，并在2007年3月开始科学观测。在2007年南半球的冬季，南极望远镜完成了试观测和小范围的观测任务。2008年和2009年，南极望远镜完成大范围的巡天观测。2009年12月，望远镜的摄像机升级以应付2010年的观测任务。目前南极望远镜仍在进行大范围的巡天观测。

## 科學貢獻
- SPT-CL J0546-5345：2008年发现。2008年－2011年是当时已知质量最大的远星系团（即红移>=1的星系团）。
- SPT-CL J2106-5844：2011年发现。是目前已知质量最大的远星系团[9][10]。
- 2013年7月29日，使用南極望遠鏡，天文學者偵測到宇宙微波背景輻射的長久以來理論預測的B模偏振，這或許能夠幫助繪製出宇宙物質分佈圖[11]。